# جوزيف برنارد كوتر
جوزيف برنارد كوتر (بالإنجليزية: Joseph Bernard Cotter)‏ هو قسيس أمريكي، ولد في 19 نوفمبر 1844، وتوفي في 28 يونيو 1909.